# Paradrepanophoridae
Paradrepanophoridae é uma família de vermes pertencentes à sub-ordem Polystilifera.
Género:
- Paradrepanophorus Stiasny-Wijnhoff, 1926